# Morti il 23 aprile
| Questa pagina contiene informazioni ricavate automaticamente dalle voci biografiche con l'ausilio del template Bio e di un bot. L'aggiornamento è periodico e automatico e ricostruisce completamente la pagina. Se manca una persona in questa lista, sei pregato di non aggiungerla, ma accertati piuttosto che la sua voce biografica contenga il template Bio e che i dati anagrafici siano correttamente compilati. Se il template Bio manca, inseriscilo tu stesso o, in alternativa, metti l'avviso {{tmp\|Bio}} che ne segnala la mancanza. Se i dati riportati sono sbagliati, correggi direttamente la voce biografica; le modifiche saranno visibili in questa lista entro pochi giorni. Per chiarimenti vedi il progetto biografie. La lista contiene solo le 484 persone che sono citate nell'enciclopedia e per le quali è stato implementato correttamente il template Bio. Pagina aggiornata al 13 ago 2025. |

## I secolo a.C.(1)
- 43 a.C. - Gaio Vibio Pansa, politico romano

## IV secolo(1)
- 303 - San Giorgio, militare romano

## VIII secolo(2)
- 711 - Childeberto III, re franco
- 725 - Wihtred del Kent, sovrano anglosassone

## IX secolo(1)
- 871 - Etelredo del Wessex, sovrano inglese

## X secolo(4)
- 944 - Wichmann I il Vecchio, nobile tedesco
- 990 - Eccardo II di San Gallo, monaco cristiano tedesco
- 994 - Gerardo di Toul, vescovo e santo francese
- 997 - Adalberto di Praga, vescovo e santo ceco

## XI secolo(7)
- 1002 - Æscwig di Dorchester, vescovo cattolico inglese
- 1014 - Brian Boru, sovrano irlandese
- 1014 - Sigurd il Forte, conte norrena
- 1016 - Etelredo II d'Inghilterra, re (n. 968)
- 1020 - Melo di Bari, rivoluzionario longobardo
- 1029 - Bruno di Augusta, vescovo cattolico tedesco
- 1038 - Liudolfo di Frisia, nobile tedesco

## XII secolo(9)
- 1117 - Giorgio di Suelli, vescovo italiano
- 1121 - Jón Ögmundsson, vescovo cattolico islandese (n. 1052)
- 1124 - Alessandro I di Scozia, re scozzese (n. 1078)
- 1144 - Rotrou III di Perche, nobile francese
- 1151 - Adeliza di Lovanio, regina inglese
- 1170 - Minamoto no Tametomo, militare giapponese (n. 1139)
- 1196 - Béla III d'Ungheria, sovrano ungherese (n. 1148)
- 1197 - Davide Rostislavič, nobile russo (n. 1140)
- 1200 - Zhu Xi, filosofo cinese (n. 1130)

## XIII secolo(4)
- 1213 - Guido di Thouars, nobile francese
- 1217 - Inge II di Norvegia, re (n. 1185)
- 1262 - Egidio d'Assisi, francescano italiano
- 1275 - Alberghetto Manfredi, nobile italiano (n. 1222)

## XIV secolo(5)
- 1307 - Giovanna d'Inghilterra, nobildonna inglese (n. 1272)
- 1311 - Antonio Patrizi, presbitero italiano (n. 1280)
- 1359 - Francesco I della Ratta, nobile italiano (n. 1318)
- 1374 - Boghislao V di Pomerania, nobile tedesco
- 1394 - Hugh Calveley, cavaliere medievale e politico britannico

## XV secolo(3)
- 1407 - Olivier V de Clisson, generale francese (n. 1336)
- 1409 - Francesc Eiximenis, scrittore, presbitero e teologo spagnolo (n. 1330)
- 1458 - Elena Valentinis, religiosa italiana (n. 1396)

## XVI secolo(8)
- 1508 - Radu IV cel Mare, rumeno (n. 1467)
- 1543 - Susanna di Baviera, nobile (n. 1502)
- 1547 - Antonicca del Balzo, nobile italiana
- 1554 - Gaspara Stampa, poetessa italiana (n. 1523)
- 1586 - Nikita Romanovič Zachar'in-Jur'ev, nobile russo
- 1598 - Antonio Balli, giurista e giudice italiano
- 1598 - Francesco Corner, cardinale e vescovo cattolico italiano (n. 1547)
- 1600 - Miklós Pálffy, militare ungherese (n. 1552)

## XVII secolo(19)
- 1605 - Boris Fëdorovič Godunov, sovrano russo (n. 1552)
- 1616 - Garcilaso de la Vega, scrittore peruviano (n. 1539)
- 1616 - William Shakespeare, drammaturgo e poeta inglese (n. 1564)
- 1620 - Hayim Vital, rabbino, mistico e scrittore ottomano (n. 1542)
- 1625 - Maurizio di Nassau, nobile olandese (n. 1567)
- 1636 - Giovanni Alberto II di Meclemburgo-Güstrow, duca (n. 1590)
- 1663 - Claude Guillermet de Bérigard, filosofo francese (n. 1578)
- 1669 - Johannes Canuti Lenaeus, religioso svedese (n. 1573)
- 1670 - Loreto Vittori, poeta, librettista e compositore italiano (n. 1600)
- 1674 - Francesco Angelo Dessì, avvocato, giurista e politico spagnolo (n. 1600)
- 1675 - Ferdinando I Gonzaga, nobile italiano (n. 1614)
- 1681 - Justus Sustermans, pittore fiammingo (n. 1597)
- 1682 - Carlo Settala, vescovo cattolico italiano
- 1683 - Peter Philipp von Dernbach, vescovo cattolico tedesco (n. 1619)
- 1691 - Jean-Henri d'Anglebert, compositore, organista e clavicembalista francese (n. 1629)
- 1692 - Giuseppe Eusanio, vescovo cattolico italiano (n. 1619)
- 1692 - Edward Howard, II conte di Carlisle, nobile e politico inglese (n. 1646)
- 1695 - Henry Vaughan, poeta e scrittore gallese (n. 1621)
- 1700 - Gregory Dexter, politico statunitense (n. 1610)

## XVIII secolo(22)
- 1708 - Cristiano Augusto del Palatinato-Sulzbach, conte (n. 1622)
- 1712 - Lambert Chaumont, compositore e organista belga
- 1714 - Baldassarre Grasso, pittore italiano (n. 1664)
- 1726 - Giulio Piazza, cardinale e arcivescovo cattolico italiano (n. 1663)
- 1728 - Tomás de Torrejón y Velasco Sánchez, compositore, musicista e organista spagnolo (n. 1644)
- 1730 - Bernardo Maria Conti, cardinale e vescovo cattolico italiano (n. 1664)
- 1742 - Jacques Gabriel, architetto francese (n. 1667)
- 1747 - Henri-Osvald de La Tour d'Auvergne, cardinale e arcivescovo cattolico francese (n. 1671)
- 1751 - Giacomo I di Monaco, principe (n. 1689)
- 1758 - Nicola Maria Rossi, pittore italiano (n. 1690)
- 1766 - Marc'Antonio Dal Re, incisore e scrittore italiano (n. 1697)
- 1768 - Nicola Sánchez de Luna, arcivescovo cattolico italiano (n. 1725)
- 1774 - Christian Wilhelm Ernst Dietrich, pittore tedesco (n. 1712)
- 1780 - Romoaldo Guidi, cardinale italiano (n. 1722)
- 1780 - Maria Antonia di Baviera (n. 1724)
- 1781 - James Abercrombie, generale britannico (n. 1706)
- 1784 - Salomone I d'Imerezia, re (n. 1735)
- 1792 - Karl Friedrich Bahrdt, teologo e scrittore tedesco (n. 1741)
- 1796 - Giovanni Battista De Rolandis, patriota italiano (n. 1774)
- 1796 - Theodor Gottlieb von Hippel, scrittore tedesco (n. 1741)
- 1797 - Giovanni Battista Andreoni, cantante castrato italiano (n. 1720)
- 1799 - Anton Johan Wrangel il giovane, ammiraglio svedese (n. 1724)

## XIX secolo(57)
- 1804 - Ahmad al-Jazzar Pascià, militare ottomano (n. 1722)
- 1809 - Jean-Baptiste Cervoni, generale francese (n. 1765)
- 1821 - Pierre Riel de Beurnonville, generale, politico e nobile francese (n. 1752)
- 1825 - Friedrich Müller, poeta, drammaturgo e pittore tedesco (n. 1749)
- 1827 - Geōrgios Karaiskakīs, patriota greco (n. 1782)
- 1828 - Tommaso Ronna, vescovo cattolico italiano (n. 1767)
- 1832 - Ludwig Julius Caspar Mende, ginecologo tedesco (n. 1779)
- 1835 - Paolino Caliari, pittore italiano (n. 1764)
- 1838 - Michele Arditi, antiquario, avvocato e archeologo italiano (n. 1746)
- 1839 - Giacomo Paronuzzi, scultore, architetto e restauratore italiano (n. 1801)
- 1840 - Gebhard Johan Achaz von Alvensleben, librettista e drammaturgo tedesco (n. 1764)
- 1841 - Camillo Ranzani, naturalista italiano (n. 1775)
- 1842 - William George Keith Elphinstone, generale britannico (n. 1782)
- 1843 - Richard Arkwright Junior, imprenditore britannico (n. 1755)
- 1843 - Johann Michael Zeyher, botanico tedesco (n. 1770)
- 1845 - Johann Rudolph Czernin von und zu Chudenitz, nobile, politico e mecenate boemo (n. 1757)
- 1847 - Nikolaj Andreevič Dolgorukov, generale russo (n. 1792)
- 1847 - Erik Gustaf Geijer, scrittore, storico e compositore svedese (n. 1783)
- 1847 - Paolo Polidori, cardinale italiano (n. 1778)
- 1849 - Carlo Conti, matematico italiano (n. 1802)
- 1850 - William Wordsworth, poeta britannico (n. 1770)
- 1851 - Michail Petrovič Lazarev, esploratore e ammiraglio russo (n. 1788)
- 1852 - Pietro Paolo Caruana, pittore e litografo maltese (n. 1793)
- 1852 - Hadji Murad, condottiero russo
- 1852 - Christoph Heinrich Pfaff, medico, chimico e fisico tedesco (n. 1773)
- 1855 - Johann Jakob Nef, politico, imprenditore e militare svizzero (n. 1784)
- 1856 - Elizabeth Crichton, pittrice irlandese (n. 1779)
- 1857 - Bernardino Bertini, politico italiano (n. 1786)
- 1860 - Karl Ludwig von Bruck, politico e diplomatico austriaco (n. 1798)
- 1861 - Aleksej Petrovič Ermolov, generale russo (n. 1777)
- 1862 - Costanza Alfieri di Sostegno, nobile e scrittrice italiana (n. 1793)
- 1865 - Silas Soule, militare statunitense (n. 1838)
- 1866 - Raffaele Carrascosa, generale e politico italiano (n. 1779)
- 1866 - Charles Grant Glenelg, politico britannico (n. 1778)
- 1868 - Ramón María Narváez, nobile, generale e politico spagnolo (n. 1800)
- 1869 - José María Plá, politico uruguaiano (n. 1794)
- 1870 - Johann Baptist Lüft, teologo tedesco (n. 1801)
- 1871 - Émile Deschamps, poeta francese (n. 1791)
- 1871 - Ignaz von Olfers, naturalista, storico e diplomatico tedesco (n. 1793)
- 1878 - Jaroslav Čermák, pittore ceco (n. 1830)
- 1879 - Elisabetta Fiorini Mazzanti, botanica e scrittrice italiana (n. 1799)
- 1879 - James Innes-Ker, VI duca di Roxburghe, nobile scozzese (n. 1816)
- 1879 - George Walker, scacchista britannico (n. 1803)
- 1880 - Raden Saleh, pittore indonesiano (n. 1811)
- 1883 - Michel Masson, scrittore, librettista e drammaturgo francese (n. 1800)
- 1884 - Johannes von Leiss, nobile e vescovo cattolico austriaco (n. 1821)
- 1884 - Démosthène Ollivier, politico francese (n. 1799)
- 1886 - Henry Edwards, I baronetto Edwards di Pye Nest, politico britannico (n. 1812)
- 1887 - Raffaele Castorani, medico e patriota italiano (n. 1819)
- 1888 - Gerhard vom Rath, mineralogista e geologo tedesco (n. 1830)
- 1889 - Jules Amédée Barbey d'Aurevilly, scrittore francese (n. 1808)
- 1889 - Eugenia di Svezia, principessa svedese (n. 1830)
- 1893 - Henry Hering, fotografo britannico (n. 1814)
- 1893 - Kate Sperrey, pittrice neozelandese (n. 1862)
- 1896 - Eliza Seymour, nobildonna inglese (n. 1833)
- 1897 - Girolamo Torquati, storico e archeologo italiano (n. 1828)
- 1900 - Edward Oxford, criminale britannico (n. 1822)

## XX secolo(226)
- 1903 - Malwida von Meysenbug, scrittrice tedesca (n. 1816)
- 1905 - Joseph Jefferson, attore e attore teatrale statunitense (n. 1829)
- 1905 - Karl Komzák, compositore e direttore d'orchestra ceco (n. 1850)
- 1906 - Franz Georg Philipp Buchenau, botanico tedesco (n. 1831)
- 1906 - Antonio Della Lucia, presbitero italiano (n. 1824)
- 1907 - Alferd Packer, assassino statunitense (n. 1842)
- 1907 - André Theuriet, poeta francese (n. 1833)
- 1910 - Teresa Manetti, religiosa italiana (n. 1846)
- 1911 - Filiberto Frescot, ingegnere e politico italiano (n. 1827)
- 1912 - Alphonse Trémeau de Rochebrune, botanico e zoologo francese (n. 1836)
- 1914 - Jules Didier, pittore e litografo francese (n. 1831)
- 1914 - Edward Robert Hughes, pittore inglese (n. 1851)
- 1915 - Benedetto Bonazzi, arcivescovo cattolico e grecista italiano (n. 1840)
- 1915 - Rupert Brooke, poeta e militare britannico (n. 1887)
- 1916 - Enrico Follis, calciatore italiano (n. 1893)
- 1916 - Gustav Albert Schwalbe, antropologo tedesco (n. 1844)
- 1918 - Enrico Gadda, aviatore e militare italiano (n. 1896)
- 1919 - Maria Isabella d'Orléans, principessa spagnola (n. 1848)
- 1919 - Tsunehisa Takeda, principe e militare giapponese (n. 1882)
- 1922 - Vlaho Bukovac, pittore croato (n. 1855)
- 1922 - Leopoldo Mountbatten, principe britannico (n. 1889)
- 1923 - Eugen Huber, giurista svizzero (n. 1849)
- 1923 - Luisa di Prussia, principessa (n. 1838)
- 1924 - Bertram Goodhue, architetto statunitense (n. 1869)
- 1926 - Joseph Pennell, incisore, litografo e scrittore statunitense (n. 1857)
- 1926 - Theodore Roussel, pittore inglese (n. 1847)
- 1927 - Edgar Davis, golfista statunitense (n. 1873)
- 1929 - Maggiorino Ferraris, politico italiano (n. 1856)
- 1931 - Isabella di Borbone-Spagna, nobile spagnola (n. 1851)
- 1931 - Henry Leaf, tennista britannico (n. 1862)
- 1931 - Henry Moody, aviatore inglese (n. 1898)
- 1932 - Gustav Hegi, botanico svizzero (n. 1876)
- 1932 - Laura Kieler, scrittrice norvegese (n. 1849)
- 1933 - Cesare Agostinelli, anarchico e pubblicista italiano (n. 1854)
- 1933 - Tim Keefe, giocatore di baseball statunitense (n. 1857)
- 1935 - Gigi Chessa, pittore e scenografo italiano (n. 1898)
- 1935 - Wanda von Debschitz-Kunowski, fotografa tedesca (n. 1870)
- 1936 - Anton Ghon, patologo e batteriologo austriaco (n. 1866)
- 1939 - Domenico Mariani, cardinale italiano (n. 1863)
- 1939 - Maria Gabriella Sagheddu, religiosa italiana (n. 1914)
- 1940 - Ida Carloni Talli, attrice italiana (n. 1869)
- 1941 - Stanley Fields, attore statunitense (n. 1883)
- 1941 - Alighiero Miele, generale italiano (n. 1887)
- 1942 - Olga Benário, politica tedesca (n. 1908)
- 1943 - Frédéric Alfred d'Erlanger, compositore, banchiere e mecenate francese (n. 1868)
- 1943 - Salvatore Gattoni, militare e aviatore italiano (n. 1916)
- 1943 - Ignazio Provenza, presbitero e militare italiano (n. 1911)
- 1943 - Menachem Ziemba, rabbino e religioso polacco (n. 1883)
- 1944 - Jolanda Dobrilla, italiana (n. 1926)
- 1944 - Marion Harris, cantante statunitense (n. 1896)
- 1944 - Ildebrando Vivanti, partigiano italiano (n. 1924)
- 1945 - Albrecht Haushofer, drammaturgo e geografo tedesco (n. 1903)
- 1946 - Luigi Monticelli Obizzi, dirigente sportivo e powerlifter italiano (n. 1863)
- 1946 - Giuseppe Palanti, pittore, illustratore e scenografo italiano (n. 1881)
- 1947 - Gyula Károlyi, politico ungherese (n. 1871)
- 1948 - Alberto di Schleswig-Holstein-Sonderburg-Glücksburg, principe tedesco (n. 1863)
- 1949 - Giovanni Carano Donvito, economista italiano (n. 1873)
- 1950 - Julian Abele, architetto statunitense (n. 1881)
- 1950 - Gemma Bellincioni, soprano italiano (n. 1864)
- 1950 - Evemero Nardella, compositore e cantante italiano (n. 1878)
- 1950 - Wynand Otto Jan Nieuwenkamp, pittore, incisore e etnologo olandese (n. 1874)
- 1950 - Theodor Renner, generale tedesco (n. 1865)
- 1951 - Jules Berry, attore francese (n. 1883)
- 1951 - Charles Dawes, politico, banchiere e ambasciatore statunitense (n. 1865)
- 1951 - Guglielmo Moschino, calciatore italiano (n. 1890)
- 1951 - Albert Ruskin Cook, medico britannico (n. 1870)
- 1951 - Alain Campbell White, compositore di scacchi, mecenate e botanico statunitense (n. 1880)
- 1952 - Edgar Burgess, canottiere britannico (n. 1891)
- 1952 - George Grant Elmslie, architetto statunitense (n. 1869)
- 1952 - Alessandro Mariotti, nobile, avvocato e politico italiano (n. 1876)
- 1952 - Elisabeth Schumann, soprano tedesco (n. 1888)
- 1953 - Peter DeRose, compositore statunitense (n. 1896)
- 1954 - Rudolf Beran, politico cecoslovacco (n. 1887)
- 1954 - Marcel Huot, ciclista su strada francese (n. 1896)
- 1954 - Victor Naessens, generale belga (n. 1864)
- 1955 - Ernst Jakob Christoffel, pastore protestante tedesco (n. 1876)
- 1956 - Giuseppe Capograssi, giurista e filosofo italiano (n. 1889)
- 1956 - Angelandrea Zottoli, critico letterario italiano (n. 1879)
- 1957 - Roy Campbell, poeta e scrittore sudafricano (n. 1901)
- 1957 - Guido Fantoni, fumettista italiano (n. 1892)
- 1957 - Ernest Miller, direttore della fotografia statunitense (n. 1885)
- 1957 - Alfred von Radio-Radhis, alpinista, imprenditore e saggista austriaco (n. 1875)
- 1958 - Henock Abrahamsson, calciatore svedese (n. 1909)
- 1958 - Knut Emil Lundmark, astronomo svedese (n. 1889)
- 1959 - Ernst Felle, canottiere tedesco (n. 1876)
- 1962 - Amy Archer-Gilligan, serial killer statunitense (n. 1873)
- 1963 - Itzhak Ben-Zvi, politico ucraino (n. 1884)
- 1963 - Ferruccio Cerio, regista e sceneggiatore italiano (n. 1901)
- 1963 - Pál Fejös, regista, sceneggiatore e antropologo ungherese (n. 1897)
- 1963 - Don C. Harvey, attore statunitense (n. 1911)
- 1963 - William Lewis Moore, attivista statunitense (n. 1927)
- 1963 - Ferdinando Trigona Della Floresta, avvocato e politico italiano (n. 1901)
- 1964 - Karl Polanyi, storico, antropologo e economista ungherese (n. 1886)
- 1964 - Andrea Vuerich, fondista e combinatista nordico italiano (n. 1907)
- 1965 - George Adamski, ufologo polacco (n. 1891)
- 1965 - Herold Jansson, ginnasta danese (n. 1899)
- 1966 - Naima Akef, ballerina e attrice egiziana (n. 1929)
- 1966 - Georges Ohsawa, scrittore giapponese (n. 1893)
- 1966 - Joseph Nemours Pierre-Louis, magistrato e politico haitiano (n. 1900)
- 1967 - Guido Cavani, scrittore italiano (n. 1897)
- 1967 - Edgar Neville, regista, scrittore e pittore spagnolo (n. 1899)
- 1967 - Joseph Peroteaux, schermidore francese (n. 1883)
- 1968 - Stefano Bonatti, geologo italiano (n. 1902)
- 1968 - Robert Liottel, schermidore francese (n. 1885)
- 1968 - Amino Pizzorno, partigiano e politico italiano (n. 1909)
- 1969 - Krzysztof Komeda, musicista e pianista polacco (n. 1931)
- 1969 - Camillo Mastrocinque, regista e sceneggiatore italiano (n. 1901)
- 1969 - Zheng Junli, regista e attore cinese (n. 1911)
- 1970 - Carlo Arnaudi, agronomo e politico italiano (n. 1899)
- 1970 - Renato Avanzinelli, scultore italiano (n. 1908)
- 1970 - Giuseppe Chiariello, carabiniere italiano (n. 1924)
- 1970 - Adeline Genée, ballerina britannica (n. 1878)
- 1970 - Franco Varisco, calciatore e arbitro di calcio italiano (n. 1887)
- 1970 - Lillian West, attrice statunitense (n. 1886)
- 1971 - Luigi Boer, calciatore italiano (n. 1904)
- 1971 - Robert Corey, biochimico statunitense (n. 1897)
- 1971 - Lidia Martora, attrice italiana (n. 1917)
- 1971 - Federico Morozzo della Rocca, generale italiano (n. 1878)
- 1971 - Gualtiero Tumiati, attore e regista teatrale italiano (n. 1876)
- 1973 - Hans Fischerkoesen, regista, animatore e produttore cinematografico tedesco (n. 1896)
- 1973 - Allegro Grandi, ciclista su strada italiano (n. 1907)
- 1973 - Erkki Pakkanen, pugile finlandese (n. 1930)
- 1974 - Jenő Uhlyárik, schermidore ungherese (n. 1893)
- 1975 - Rolf Dieter Brinkmann, scrittore, poeta e traduttore tedesco (n. 1940)
- 1975 - William Hartnell, attore britannico (n. 1908)
- 1975 - Anton Paulik, compositore e direttore d'orchestra austriaco (n. 1901)
- 1975 - Ole Stenen, fondista, combinatista nordico e sciatore di pattuglia militare norvegese (n. 1903)
- 1976 - James Flavin, attore statunitense (n. 1906)
- 1976 - Ferdinand Le Drogo, ciclista su strada e pistard francese (n. 1903)
- 1976 - Karl Schäfer, pattinatore artistico su ghiaccio e nuotatore austriaco (n. 1909)
- 1976 - Frederick Steele, calciatore e allenatore di calcio inglese (n. 1916)
- 1976 - Renata Viganò, scrittrice, poetessa e partigiana italiana (n. 1900)
- 1976 - Sergej Matveevič Štemenko, generale sovietico (n. 1907)
- 1977 - Denis Compton, crickettista e calciatore inglese (n. 1918)
- 1977 - Ramiro Cortés, cestista uruguaiano (n. 1931)
- 1977 - Boris Demidovič, matematico sovietico (n. 1906)
- 1977 - Nereo Vianello, bibliografo e critico letterario italiano (n. 1929)
- 1978 - Christian Lattier, scultore ivoriano (n. 1925)
- 1978 - Ivan Pereverzev, attore sovietico (n. 1914)
- 1978 - Jacques Rueff, economista francese (n. 1896)
- 1978 - Ludwig Schneider, politico tedesco (n. 1898)
- 1979 - Augusto Zanzi, ciclista su strada italiano (n. 1904)
- 1980 - Red Winn, giocatore di poker statunitense (n. 1896)
- 1981 - Stefano Bontate, mafioso italiano (n. 1938)
- 1981 - Angus Gillan, canottiere britannico (n. 1885)
- 1981 - Josep Pla, scrittore e giornalista spagnolo (n. 1897)
- 1981 - Zoltán Zelk, poeta ungherese (n. 1906)
- 1981 - Nietta Zocchi, attrice italiana (n. 1909)
- 1982 - Henri Audrain, arcivescovo cattolico francese (n. 1895)
- 1982 - William Cameron Townsend, missionario statunitense (n. 1896)
- 1982 - Andreas Munkert, calciatore tedesco (n. 1908)
- 1983 - Paľo Bielik, attore, regista e sceneggiatore slovacco (n. 1910)
- 1983 - Marguerite Broquedis, tennista francese (n. 1893)
- 1983 - Buster Crabbe, nuotatore e attore statunitense (n. 1908)
- 1983 - Frank Fisher, hockeista su ghiaccio canadese (n. 1907)
- 1983 - Arturo Lanocita, giornalista, scrittore e critico cinematografico italiano (n. 1904)
- 1983 - Selena Royle, attrice statunitense (n. 1904)
- 1984 - Raymond François, calciatore francese (n. 1909)
- 1984 - Red Garland, pianista statunitense (n. 1923)
- 1984 - Harry Hibbs, allenatore di calcio e calciatore inglese (n. 1906)
- 1984 - Erling Nilsen, pugile norvegese (n. 1910)
- 1984 - Roland Penrose, pittore, storico e poeta britannico (n. 1900)
- 1984 - Juan Tizol, trombonista e compositore portoricano (n. 1900)
- 1985 - Sarah T. Hughes, avvocato e politica statunitense (n. 1896)
- 1985 - Joseph Robbone, compositore e produttore teatrale italiano (n. 1916)
- 1985 - Kent Smith, attore statunitense (n. 1907)
- 1986 - Harold Arlen, compositore statunitense (n. 1905)
- 1986 - Doxie Moore, allenatore di pallacanestro e dirigente sportivo statunitense (n. 1911)
- 1986 - Otto Preminger, regista, produttore cinematografico e attore austriaco (n. 1905)
- 1986 - Alberto Zorrilla, nuotatore argentino (n. 1906)
- 1987 - Pierre Benoit, religioso francese (n. 1906)
- 1987 - Larry Bethea, giocatore di football americano statunitense (n. 1956)
- 1987 - Cristoforo De Amicis, pittore e decoratore italiano (n. 1902)
- 1987 - Mária Medvecká, pittrice slovacca (n. 1914)
- 1988 - Axel Grönberg, lottatore svedese (n. 1918)
- 1988 - Eitarō Ozawa, attore giapponese (n. 1909)
- 1988 - Arthur Michael Ramsey, arcivescovo anglicano inglese (n. 1904)
- 1989 - Norm Baker, cestista e giocatore di lacrosse canadese (n. 1923)
- 1989 - Marc Daniels, regista televisivo statunitense (n. 1912)
- 1989 - Hamani Diori, politico nigerino (n. 1916)
- 1989 - Hu Die, attrice cinese
- 1989 - Imre Hódos, lottatore ungherese (n. 1928)
- 1989 - Zeffiro Paulinich, calciatore italiano (n. 1901)
- 1989 - Marcel Schumann, calciatore lussemburghese (n. 1901)
- 1990 - Paulette Goddard, attrice statunitense (n. 1910)
- 1990 - Emilia Rensi, saggista italiana (n. 1901)
- 1991 - Johnny Thunders, cantante, chitarrista e paroliere statunitense (n. 1952)
- 1991 - Luigi Tito, pittore italiano (n. 1907)
- 1992 - Tanka Prasad Acharya, politico nepalese (n. 1912)
- 1992 - Ronnie Bucknum, pilota di Formula 1 statunitense (n. 1936)
- 1992 - Giuseppe Carmignato, allenatore di calcio e calciatore italiano (n. 1906)
- 1992 - Satyajit Ray, regista, sceneggiatore e compositore indiano (n. 1921)
- 1992 - Will J. White, attore statunitense (n. 1925)
- 1993 - Bertus Aafjes, poeta e scrittore olandese (n. 1914)
- 1993 - Guido Carli, dirigente pubblico, economista e politico italiano (n. 1914)
- 1993 - César Chávez, sindacalista e attivista statunitense (n. 1927)
- 1993 - DJ Subroc, disc jockey e rapper statunitense (n. 1973)
- 1993 - Chaim Mordechai Aizik Hodakov, religioso, pedagogo e educatore russo (n. 1902)
- 1994 - Francesco Corrao, psichiatra e psicoanalista italiano (n. 1922)
- 1994 - Jimmy Izquierdo, calciatore ecuadoriano (n. 1962)
- 1994 - Flavio Mogherini, scenografo, costumista e regista italiano (n. 1922)
- 1995 - Gianni Baghino, attore italiano (n. 1919)
- 1995 - Jo e Anne Bakker, olandese (n. 1906)
- 1995 - Howard Cosell, giornalista, telecronista sportivo e conduttore televisivo statunitense (n. 1918)
- 1995 - Viktor Getmanov, calciatore sovietico (n. 1940)
- 1995 - John C. Stennis, politico statunitense (n. 1901)
- 1996 - P. L. Travers, scrittrice australiana (n. 1899)
- 1997 - Thomas Carr, attore e regista statunitense (n. 1907)
- 1997 - Albert Poldesz, poeta ungherese (n. 1925)
- 1997 - Camillo Ripamonti, politico e ingegnere italiano (n. 1919)
- 1997 - Inge Viermetz, giornalista tedesca (n. 1908)
- 1998 - Augusto Baccin, architetto e urbanista italiano (n. 1914)
- 1998 - Anselmo Bersano, musicista italiano (n. 1903)
- 1998 - Kōnstantinos Karamanlīs, politico greco (n. 1907)
- 1998 - James Earl Ray, criminale statunitense (n. 1928)
- 1998 - Gregor von Rezzori, scrittore, attore e artista austriaco (n. 1914)
- 1999 - Sol Katz, geografo e informatico statunitense (n. 1947)
- 1999 - Melba Liston, trombonista, arrangiatrice e compositrice statunitense (n. 1926)
- 1999 - Tullio Pandolfini, pallanuotista italiano (n. 1914)
- 1999 - Roger Rio, calciatore francese (n. 1913)
- 1999 - Celso Torrelio Villa, politico e militare boliviano (n. 1933)
- 2000 - Enzo Degani, filologo classico, grecista e lessicografo italiano (n. 1934)
- 2000 - German Alekseevič Fëdorov-Davydov, storico, archeologo e numismatico russo (n. 1931)
- 2000 - Florence Morrison, attrice statunitense (n. 1915)
- 2000 - Shigeru Sugiura, fumettista giapponese (n. 1908)
- 2000 - Alfred Zampa, ingegnere statunitense (n. 1905)

## XXI secolo(115)
- 2001 - Lennart Atterwall, giavellottista svedese (n. 1911)
- 2001 - Guglielmo Biraghi, giornalista e critico cinematografico italiano (n. 1927)
- 2001 - Donato De Bonis, vescovo cattolico italiano (n. 1930)
- 2001 - David Walker, astronauta statunitense (n. 1944)
- 2002 - Manfred Bieler, scrittore tedesco (n. 1934)
- 2002 - Ardito Cristiani, militare e aviatore italiano (n. 1913)
- 2002 - Bob Faught, cestista statunitense (n. 1921)
- 2002 - Sam Francis, giocatore di football americano e allenatore di football americano statunitense (n. 1913)
- 2002 - Dante Paolini, calciatore italiano (n. 1919)
- 2002 - Tibor Simon, allenatore di calcio e calciatore ungherese (n. 1965)
- 2003 - Anna Bonomi Bolchini, imprenditrice e filantropa italiana (n. 1910)
- 2003 - Jim Browne, cestista statunitense (n. 1930)
- 2003 - Remo Maggetti, cestista italiano (n. 1937)
- 2003 - Austin Wright, scrittore, critico letterario e saggista statunitense (n. 1922)
- 2004 - Marie-Émile Boismard, biblista francese (n. 1916)
- 2004 - Oscar Nuccio, economista italiano (n. 1931)
- 2004 - Saúl Ongaro, calciatore argentino (n. 1916)
- 2004 - Herman Veenstra, pallanuotista olandese (n. 1911)
- 2005 - Andre Gunder Frank, sociologo e economista tedesco (n. 1929)
- 2005 - John Mills, attore britannico (n. 1908)
- 2005 - Achille Roncoroni, imprenditore italiano (n. 1923)
- 2005 - Romano Scarpa, fumettista e animatore italiano (n. 1927)
- 2006 - Adolfo Broegg, musicista italiano (n. 1961)
- 2006 - Susan Browning, attrice e cantante statunitense (n. 1941)
- 2006 - William P. Gottlieb, fotografo statunitense (n. 1917)
- 2006 - Gaspare Rodolico, medico italiano (n. 1926)
- 2007 - Pier Antonio Bellina, presbitero, scrittore e giornalista italiano (n. 1941)
- 2007 - Paul Erdman, scrittore statunitense (n. 1932)
- 2007 - Michael Smuin, ballerino, coreografo e direttore teatrale statunitense (n. 1938)
- 2007 - Boris Nikolaevič El'cin, politico sovietico (n. 1931)
- 2008 - Gerardo Bamonte, storico e scrittore italiano (n. 1939)
- 2008 - Jean-Daniel Cadinot, regista e produttore cinematografico francese (n. 1944)
- 2008 - Guglielmo Roehrssen, artista italiano (n. 1913)
- 2008 - Cesarino Romano, pediatra italiano (n. 1924)
- 2008 - Siegfried Woitzat, calciatore tedesco orientale (n. 1933)
- 2010 - Bo Hansson, musicista svedese (n. 1943)
- 2010 - Natal'ja Lavrova, ginnasta russa (n. 1984)
- 2010 - Nicola Pagliarani, politico italiano (n. 1912)
- 2010 - Peter Porter, poeta australiano (n. 1929)
- 2011 - Mushtaq Ahmed, hockeista su prato pakistano (n. 1928)
- 2011 - Jerome Lettvin, neuroscienziato e attivista statunitense (n. 1920)
- 2011 - Alessio Pasquini, politico italiano (n. 1930)
- 2011 - Max van der Stoel, politico olandese (n. 1924)
- 2012 - Chris Ethridge, bassista, polistrumentista e compositore statunitense (n. 1947)
- 2012 - Harry Koch, calciatore svizzero (n. 1930)
- 2012 - Veriano Luchetti, tenore italiano (n. 1939)
- 2013 - Bob Brozman, chitarrista e musicista statunitense (n. 1954)
- 2013 - Franco Gozzi, dirigente sportivo italiano (n. 1932)
- 2013 - Tony Grealish, calciatore irlandese (n. 1956)
- 2013 - Antonio Maccanico, politico e funzionario italiano (n. 1924)
- 2013 - Norberto Safioti, calciatore brasiliano (n. 1943)
- 2013 - Mohammed Omar, generale e politico afghano (n. 1959)
- 2014 - Yōzō Aoki, calciatore giapponese (n. 1929)
- 2014 - Leonhard Pohl, velocista tedesco (n. 1929)
- 2015 - Aziz Asli, calciatore iraniano (n. 1938)
- 2015 - Richard Corliss, giornalista statunitense (n. 1944)
- 2015 - Giuseppe Lavaggi, giurista italiano (n. 1915)
- 2016 - Paolo Becchetti, politico italiano (n. 1941)
- 2016 - Vittorio Girotto, psicologo e neuroscienziato italiano (n. 1957)
- 2016 - Miguel Picazo, regista, sceneggiatore e attore spagnolo (n. 1927)
- 2016 - François Roustang, gesuita e psicoanalista francese (n. 1923)
- 2016 - John Steven Satterthwaite, vescovo cattolico australiano (n. 1928)
- 2016 - Madeleine Sherwood, attrice e attivista canadese (n. 1922)
- 2016 - Banharn Silpa-archa, politico thailandese (n. 1932)
- 2016 - Alphonse Vandenbrande, ciclista su strada e dirigente sportivo belga (n. 1928)
- 2017 - Jerry Adriani, cantante, showman e attore brasiliano (n. 1947)
- 2017 - Kathleen Crowley, attrice statunitense (n. 1929)
- 2017 - Phil Edwards, ciclista su strada britannico (n. 1949)
- 2017 - Imre Földi, sollevatore ungherese (n. 1938)
- 2017 - Eva Picardi, filosofa italiana (n. 1948)
- 2017 - František Rajtoral, calciatore ceco (n. 1986)
- 2018 - Mario Galbusera, imprenditore italiano (n. 1924)
- 2018 - Giovanni Galloni, giurista e politico italiano (n. 1927)
- 2018 - Donald O'Brien, attore irlandese (n. 1930)
- 2018 - Armando Petrucci, paleografo, medievista e diplomatista italiano (n. 1932)
- 2018 - Arthur B. Rubinstein, compositore e direttore d'orchestra statunitense (n. 1938)
- 2018 - Vladimír Weiss, calciatore e allenatore di calcio cecoslovacco (n. 1939)
- 2019 - Henri Alberto, calciatore e allenatore di calcio italiano (n. 1933)
- 2019 - Mario Fabbrocino, mafioso italiano (n. 1943)
- 2019 - Fermo Favini, dirigente sportivo e calciatore italiano (n. 1936)
- 2019 - Giovanni di Lussemburgo, sovrano lussemburghese (n. 1921)
- 2019 - Mark Medoff, drammaturgo e sceneggiatore statunitense (n. 1940)
- 2019 - Juan José Muñante, calciatore peruviano (n. 1948)
- 2019 - Johnny Neumann, cestista e allenatore di pallacanestro statunitense (n. 1951)
- 2019 - Nils Nilsson, informatico statunitense (n. 1933)
- 2019 - David Winters, attore, ballerino e coreografo britannico (n. 1939)
- 2020 - Peter Dronke, latinista tedesco (n. 1934)
- 2020 - Tomás Iwasaki, calciatore peruviano (n. 1937)
- 2020 - Kumiko Okae, attrice, doppiatrice e conduttrice televisiva giapponese (n. 1956)
- 2020 - Ernst Zägel, calciatore tedesco (n. 1936)
- 2021 - Abderrahmane Benkhalfa, politico, funzionario e banchiere algerino (n. 1949)
- 2021 - Milva, cantante e attrice italiana (n. 1939)
- 2021 - Angelo Di Loreta, attore italiano (n. 1936)
- 2021 - Mario Meoni, politico argentino (n. 1965)
- 2022 - Joaquín Carmelo Borobia Isasa, vescovo cattolico spagnolo (n. 1935)
- 2022 - Orrin Hatch, politico, avvocato e religioso statunitense (n. 1934)
- 2022 - Arno, cantautore e attore belga (n. 1949)
- 2023 - Tori Bowie, velocista e lunghista statunitense (n. 1990)
- 2023 - Boris Markarov, pallanuotista sovietico (n. 1935)
- 2023 - Nicolae Neagoe, bobbista rumeno (n. 1941)
- 2023 - Rainer Osselmann, pallanuotista tedesco (n. 1960)
- 2023 - Randor Guy, saggista, giornalista e avvocato indiano (n. 1937)
- 2023 - Sergio Salvi, scrittore e poeta italiano (n. 1932)
- 2023 - Frank Shu, astrofisico cinese (n. 1943)
- 2024 - Thomas George Baker, calciatore gallese (n. 1936)
- 2024 - Frank Field, politico britannico (n. 1942)
- 2024 - Andrzej Jarosik, calciatore polacco (n. 1944)
- 2024 - Yukio Kasaya, saltatore con gli sci giapponese (n. 1943)
- 2024 - Francisco Rodríguez, pugile venezuelano (n. 1945)
- 2024 - Helen Vendler, critica letteraria e anglista statunitense (n. 1933)
- 2025 - Tom Brown, giocatore di football americano e giocatore di baseball statunitense (n. 1940)
- 2025 - Steve McMichael, wrestler, giocatore di football americano e allenatore di football americano statunitense (n. 1957)
- 2025 - Fouad Mebazaâ, politico tunisino (n. 1933)
- 2025 - Lulu Roman, cantante, attrice e scrittrice statunitense (n. 1946)
- 2025 - David Thomas, cantante statunitense (n. 1953)